# يوجين جاكسون
يوجين جاكسون (بالإنجليزية: Eugene Jackson)‏ هو ممثل أمريكي، ولد في 25 ديسمبر 1916 ببوفالو في الولايات المتحدة، وتوفي في 26 أكتوبر 2001 بكومبتون في الولايات المتحدة بسبب نوبة قلبية.

## أعمال

### أفلام
- (1931) دماء رياضية
- (1931) سيمارون[2]

## وصلات خارجية
- يوجين جاكسون على موقع IMDb (الإنجليزية)
- يوجين جاكسون على موقع أول موفي (الإنجليزية)
- يوجين جاكسون على موقع قاعدة بيانات الأفلام السويدية (السويدية)
- يوجين جاكسون على موقع قاعدة بيانات الفيلم (الإنجليزية)
- يوجين جاكسون على موقع كينوبويسك (الروسية)